# Trilogie animalière
Cet article court présente un sujet plus développé dans : Dario Argento.
La trilogie animalière (italien : Trilogia degli animali ou Trilogia zoologica) est l'ensemble des trois premiers longs-métrages du réalisateur italien Dario Argento,. Comme leurs intitulés l'indiquent, ces trois films ont en commun de faire une référence à un animal dans leur titre. Ils ont des intrigues indépendantes même s'ils appartiennent au même genre, le giallo.

## La trilogie
- Février 1970 : L'Oiseau au plumage de cristal (L'uccello dalle piume di cristallo)
- Février 1971 : Le Chat à neuf queues (Il gatto a nove code)
- Décembre 1971 : Quatre Mouches de velours gris (Quattro mosche di velluto grigio)

## Postérité
Dans le sillage de la trilogie animalière d'Argento, des gialli vont multiplier les allusions aux animaux dans leurs titres, comme La Tarentule au ventre noir de Paolo Cavara, La Queue du scorpion de Sergio Martino, Un papillon aux ailes ensanglantées de Duccio Tessari, L'Iguane à la langue de feu de Riccardo Freda, La Sangsue d'Alfredo Rizzo, Plus venimeux que le cobra de Bitto Albertini, Il gatto dagli occhi di giada d'Antonio Bido, Chats rouges dans un labyrinthe de verre d'Umberto Lenzi, La volpe dalla coda di velluto de José María Forqué, Il sorriso della iena de Silvio Amadio, Le Prisonnier de l'araignée d'Antonio Margheriti.